# Miguel Ángel Sandoval

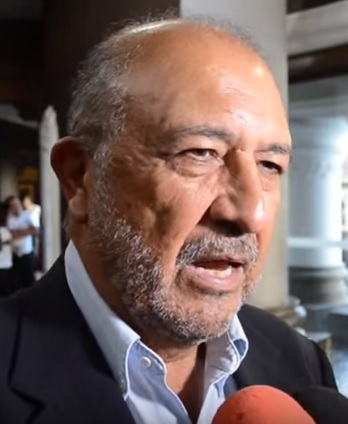
Miguel Ángel Sandoval, 2015

Miguel Ángel Sandoval Vásquez (* 7. September 1949 in Guatemala-Stadt) ist Soziologe und Menschrechtler in Guatemala.

## Politische Aktivitäten
Sandoval war im Jahr 1970 Mitgründer der guatemaltekischen „Guerilla-Armee der Armen“ (EGP – Ejército Guerrillero de los Pobres),
einer von vier Organisationen der Nationalrevolutionären Einheit Guatemalas (spanisch: Unidad Revolucionaria Nacional Guatemalteca, URNG-MAÍZ oder kurz: URNG). 1979  schloss er sein Soziologiestudium in Paris ab.
Im Jahr 1987 nahm er sechs Monate lang als Mitglied an der politisch-diplomatischen Kommission der URNG zum Abschluss eines Friedensabkommens mit der Regierung teil.
1997 trat er aus der zur Partei umgewandelten URNG aus, da er zu einem Minderheitenflügel gehörte, der auf die Stärkung der sozialen Bewegungen setzte. Seit Februar 1997 trat er als Kolumnist für die Zeitung/Zeitschrift elPeriódico auf.
Sandoval war Berater für das Entwicklungsprogramm der Vereinten Nationen (PNUD), die Europäische Union und für das
Programm zur Modernisierung der Gesetzgebung des Guatemaltekischen Kongresses durch die Universität von Austin, Texas.
Er war Sozialaktivist und Berater der Agrarplattform von Guatemala, Gründer von Mesa Global und Mitglied des Zentrums für juristisches Vorgehen in Menschenrechtsfragen (CALDH – Centro de Acción Legal en Derechos Humanos).
Im Wahljahr 2007 war Sandoval Kandidat der URNG-MAÍZ bei den Präsidentschaftswahlen vom 9. September, bei denen 2,14 Prozent der Wählerstimmen auf ihn entfielen und Álvaro Colom mit 28,23 Prozent der Stimmen gewählt wurde.

## Werke
- Paz precaria: notas sobre un proceso de paz inconcluso (Guatemala 2000) – ISBN 99922-53-06-1
- De Iximché a Iximché. El recorrido reciente de las luchas indígenas (Guatemala 2008) – ISBN 978-99922-61-92-7